# Дынку, Василе
 Василе Дынку (рум. Vasile Dîncu; род. 25 ноября 1961, Runcu Salvei, Бистрица-Нэсэуд) — румынский государственный и политический деятель. Работал заместителем премьер-министра в кабинете Дачьяна Чолоша и министром национальной обороны в кабинете Николае Чукэ.

## Биография
Родился 25 ноября 1961 года в Нэсэуде, находящемся в жудеце Бистрица-Нэсэуд. С 2019 года является членом Социал-демократической партии (СДП). Также был членом Европейского парламента, Партии европейских социалистов и сенатором Румынии.
В период с 2015 по 2017 год занимал должность заместителя премьер-министра и министра регионального развития и туризма в кабинете премьер-министра Румынии Дачьяна Чолоша. Затем на время ушёл из политики, но позже вернулся и в 2020 году снова был избран членом Сената Румынии от СДП. 25 ноября 2021 года был назначен министром национальной обороны в кабинете премьер-министра Николае Чукэ.
Опубликовал несколько книг и является членом Союза писателей Румынии.

## Награды
- Орден князя Ярослава Мудрого III степени (23 августа 2022 года, Украина) — за значительные личные заслуги в укреплении межгосударственного сотрудничества, поддержку государственного суверенитета и территориальной целостности Украины, весомый вклад в популяризацию Украинского государства в мире[6].